# Alain Berton (chimiste)
Pour les articles homonymes, voir Alain Berton et Berton.
Alain-Edgard Berton, né le 27 août 1912 et mort en juin 1979, est un ingénieur chimiste français, spécialiste des instruments d’analyse appliqués à la toxicologie industrielle. Pionnier de la chromatographie gazeuse, il est l’inventeur à la fin des années 1950 de l’« osmopile », appareil de mesure, qui grâce à l’utilisation de piles galvaniques ultrasensibles, permet d’analyser l’air  par détection électrochimique et d'en déceler les composants dangereux pour l’homme,,. Il est médaillé du Bureau international de chimie analytique.

## Biographie
Alain Berton, né à Coro Coro, en Bolivie, le 27 août 1912, est le fils d’Adrien Berton, ingénieur des Mines, et de Justine Rodriguez.

### Formation et débuts
De retour en France en 1924 et après des études au lycée Hoche, à Versailles[réf. souhaitée], il est diplômé ingénieur chimiste de l’Institut de chimie de l’université de Paris, au titre de la promotion 1933.
De 1935 à 1937, il étudie en tant que Ramsay Fellow (boursier Ramsay) à l'Institut de technologie de Londres, au laboratoire du Professeur William Lawrence Bragg, à la Royal Institution.
En 1938, il devient boursier au CNRS,, sous la tutelle de Georges Urbain. À la mort de ce dernier cette même année, il est rattaché au laboratoire de Paul Lebeau (Commission des études chimiques de guerre, Section protection contre les gaz de combat) avec le titre de chargé de recherche.
Pendant la Seconde Guerre mondiale, il travaille à sa thèse de doctorat, Spectres d’absorption par réflexion de substances en poudre, dans le visible et l’ultraviolet, qu'il soutient le 26 mai 1943. Il publie ensuite, en collaboration avec Maurice-Marie Janot et Robert Goutarel, des articles sur l'application de la spectroscopie aux alcaloïdes.
Après la guerre, il élargit ses recherches spectroscopiques des substances en poudre aux substances en phase gazeuse, et ce en relation directe avec l'étude de la pollution en milieu industriel. Dans le cadre de la création de l'organisme de santé au travail pour la protection de la force de travail dans une France qui se relevait, Berton s'intéresse à la détection efficace et au dosage spécifique de polluants atmosphériques dans les usines afin d'améliorer la qualité de l'air ambiant. Ainsi, il publie en 1951 avec Jean Bouillot Dosage au moyen des spectres d'absorption ultraviolets, de vapeurs du benzène, du toluène et des xylènes, dans les produits en renfermant et dans l'air des ateliers.
En 1952, deux nouvelles inventions vont influencer Berton : la chromatographie gazeuse, inventée en 1952 par A. T. James et A. J. P. Martin,, et la cellule galvanique, capteur d'oxygène dont le brevet est déposé en 1952 et publié en 1954 par Paul Hersch pour The International Nickel Company. Pour ses recherches sur l'analyse des substances gazeuses, Berton va, en plus des techniques spectroscopiques utilisées jusque-là, exploiter des techniques chromatographiqes avec comme capteurs des cellules galvaniques . Adaptant les cellules Hersch à la chromatographie, il développe la technique d'adsorption du gaz à la surface d'un liquide semiconducteur de la cellule galvanique, différente de la technique d'absorption/dissolution dans le liquide lui-même, utilisée par Hersch,.

### Les osmopiles
Cette « méthode Berton », un tournant dans la chromatographie gazeuse, est parfois appelée « chromatographie galvanique », car elle est basée sur la cellule galvanique ultrasensible détectrice de traces de gaz et de vapeurs que Berton avait mise au point dès 1956. Il se trouve que les détecteurs galvaniques de Berton sont utilisables dans un champ très vaste de l'analyse des « vapeurs » (analyse gazométrique), mais peuvent également être appliqués aux liquides et aux solides mis en solution ou dispersés sous forme d'aérosols. L'instrumentation de la « méthode Berton » est d'une grande simplicité, adaptable et facilement miniaturisable, puisque le volume de l'eau semiconductrice dans le détecteur galvanique peut varier d'une goutte, pour les usages en laboratoire, à 100 ml, permettant une durée de fonctionnement de plusieurs mois, pour les usages industriels. Les mesures peuvent se faire au rythme d'environ une par minute, aussi la méthode est-elle applicable dans le contrôle des processus industriels.
Une fois le brevet déposé en 1958, Alain Berton présente ses travaux en préambule au congrès du Groupement de la Chimie Analytique en 1958. Il donne à ses détecteurs galvaniques le nom d'« osmopiles »,. Le premier « nez artificiel » est né,. L'invention attire l'attention de la presse quotidienne nationale : Alain Berton est  « à la une » de quotidiens comme Le Parisien libéré du 29 novembre 1958 et L'Aurore du 5 décembre 1958. Il est aussi le sujet d'un article de l’agence de presse américaine Associated Press, le 8 décembre 1958. Même le journal Tintin, féru d’inventions nouvelles pour ses jeunes lecteurs, lui consacre une chronique. En 1962, la revue de vulgarisation scientifique Atomes ouvre ses pages à Alain Berton avec l'article Les osmopiles, les piles qui sentent.
Les osmopiles de Berton seront commercialisées par la société Jouan, un fabricant d’appareils de laboratoire fondé dans les années 1940 par un chercheur de l’Institut Pasteur. Modernisée au fil du temps, l'osmopile, de par sa simplicité d'utilisation et son adaptabilité, voit son champ d'application s'élargir considérablement et devient un instrument systématiquement utilisé dans l'étude de la pollution et de la toxicité.

### Laboratoire de toxicologie industrielle
En 1959, Alain Berton devient maître de recherche au CNRS et le restera jusqu'en 1969. Parallèlement, de 1959 à 1978, il est chef du  laboratoire de toxicologie à la Direction nationale de la Caisse régionale de sécurité sociale de Paris, Il cherche d'autres domaines d'application et s'informe par exemple déjà des additifs entrant dans la composition des cigarettes alors que la S.E.I.T.A est encore organisme d'état.
La versatilité de la méthode Berton est également démontrée par sa coopération intermittente avec Constantin Chararas , spécialiste grec des forêts, devenu professeur au CNRS à Paris : dans la période 1961-1974, ils sont co-auteurs de cinq articles sur les exhalations d'arbres malades et d'insectes y vivant.
Par ailleurs, son invention est adoptée et développée aux États-Unis. L'osmopile entre également dans les laboratoires d'étude comme ceux de la faculté des sciences de Nice.
À travers son invention, ses recherches et son laboratoire qui ont suscité l'intérêt de scientifiques étrangers,,, Alain Berton s’est affirmé comme l’un des pionniers de l'écologie,,.
Il meurt à Ville-d'Avray en 1979. Il s’était marié le 27 juillet 1946. Son épouse lui a donné trois enfants, dont Yves Berton, chanteur et journaliste.

## Distinction
Alain Berton a reçu la médaille du Bureau international de chimie analytique (BICA), organisme créé dans le cadre du désarmement pour participer à la lutte et la protection internationale contre les armes chimiques, dirigé par Paul Nicolardot.

## Publications
- Thèses présentées à la Faculté des sciences de l'Université de Paris pour obtenir le titre d'ingénieur-docteur, par Alain Berton, 26 mai 1943 1re thèse : Spectres d'absorption par réflexion de substances en poudre, dans le visible et l'ultraviolet, Paris, Jouve & cie, 1944, 116 p[49].
- « Spectres d'absorption par réflexion dans l'ultraviolet, de produits fraîchement précipités et de solutions colloïdales », in: Comptes rendus hebdomadaires des séances de l'Académie des sciences, 1943/06, p. 181.
- Maurice-Marie Janot et Alain Berton, « Étude comparée des spectres d'absorption, dans l'ultraviolet, de solutions de gelsémine, de strychnine, de sempervirine et de cinchonamine », in : Comptes rendus hebdomadaires des séances de l'Académie des sciences, 1943/06, p. 564.
- Robert Goutarel et Alain Berton, « Spectres d'absorption dans l'ultraviolet de solutions de yohimbine, de corynanthine, de corynanthéine et de certains de leurs dérivés », Comptes rendus hebdomadaires des séances de l'Académie des sciences, 1943/12, p. 71.
- Les spectres d'absorption ultraviolets de vapeurs en chimie analytique, Annales de Chimie, 1944, p. 394 s.
- « Les spectres d'absorption ultraviolets de coumarone, d'indène et d'indol à l'état de vapeur. », in : Comptes rendus hebdomadaires des séances de l'Académie des sciences, 1948/07, p. 342.
- Spectrographie d'étincelle utilisant, comme support de la substance analysée, une bande de papier se déplaçant à vitesse constante entre des électrodes, Bull. Soc. Chim. France 1949 1–2 p. 94-99.
- Jean Guy (physicien), Pierre Laruelle, Alain Berton, préface du professeur René Fabre, Méthodes physiques d'études des structures moléculaires : Méthodes optiques, absorption dans l'infra-rouge et ultra-violet, effet Raman, diffraction des rayons X, vol. 1, S.E.D.E.S., Paris, 1952, 92 p.
- Analysis of dusts and aerosols of toxic minerals in:. Peintures, Pigments, Vernis 28, 1952, p. 704-709.
- Berton, A. Simple photometry in the infrared applied to the B13 analysis and control of organic solvents, Peintures, pigments, vernis 30, (1954) p. 998-1004.
- Dosage des mélanges d'eau légère et d'eau lourde au moyen d'un photomètre infra-rouge simple, Rapport écrit avec Marcel Ceccaldi, in : Chimie Analytique, no 3, mars 1957, éd. Saclay, Centre d'études nucléaires de Saclay, Service de documentation.
- Simple Infrared and Ultraviolet Photometry in Analytical Chemistry, Chim. anal. 39, 288–297, 1957
- « Piles galvaniques sensibles à des traces de substances gazeuses liquides ou solides », in : Chimie Analytique, vol. 41, no 9, septembre 1959.
- Determination of gas and water vapour by micro-galvanic cells. Bull. Soc. chim. France, 1959, 1453-1454.
- Spectres d’absorption dans l’ultraviolet et l’infrarouge et chromatographie gazeuse en toxicologie industrielle, Groupement pour l’avancement des méthodes spectrographiques, Paris, 1959.
- « Application des osmopiles galvaniques à la détection et au dosage de produits toxiques dans l’air », in : Revue de l’association pour la prévention de la pollution atmosphérique, Paris, janvier-mars 1961.
- « Les osmopiles… Ces piles qui sentent », in : Atomes, la revue d’information et de culture scientifique générale, no 192, novembre 1962.
- M. Guillot, A. Berton, « Détection olfactive et détection physique des vapeurs odorantes », in : Recherches, 1962, no 12, p. 30-44.
- Possibilités d'application des « osmo-piles », piles galvaniques spéciales, à la détection d'arômes alimentaires et à la mesure de leur intensité. in: Chimie & industrie - Génie chimique Volume 87 1962, p. 275.
- « Application des osmopiles galvaniques à la détection de produits toxiques volatils », in : Mises au point de chimie pure et appliquée et d'analyse bromatologique, J. A. Gautier dir., 10e série, Masson et Cie, Paris, 1962, p. 6-22.
- « Gas chromatography and Selective Galvanic Detection », in : Chimie Analytique, no 45, 1963, p. 585.
- « L'utilisation des osmopiles et recepteurs tensio-actifs pour déceler et doser des traces de produits odorants dans l'air », in : La France et ses parfums, 6 - no 36, décembre 1963, p. 391-401[50]
- « Sur les osmopiles », in : Chimie Analytique, no 47, 1965, p. 502-511.
- Berton A., Stephanopoulos-Manolkildis (Mme D.), Charalambakis (H.) (Fac. Pharm., Paris), Analyse sélective directe de certains constituants se trouvant à l'état de traces dans les vapeurs de boissons alcooliques. C. R. Acad. 1968.
- «  Analyseur galvanique continu, par prises d'essai discontinues, de différents gaz et vapeurs », in : Comptes rendus hebdomadaires des séances de l'Académie des sciences, 1968, 267, p. 1695-1696.

### Articles co-écrits avec C. Chararas
- Chararas, C., Berton, A., « Nouvelle méthode d'analyse des exhalaisons terpéniques de Pinus maritima et comportement de Blastophagus piniperda (Col Scolytidae) », in : Revue de pathologie végétale et d'entomologie agricole de France, 40, 1961, p. 235-243.
- Chararas, C., Berton, A., Bregeaut, J., « Recherches comparées sur l'attraction exercée respectivement par Cedrus libani Barr. et d'autres conifères vis-a-vis de Phloeosinus cedri subsp. acatayi Schedl. », in : Comptes rendus hebdomadaires des séances de l'Académie des sciences, 259 (25), 1964, p. 4836-4838.
- Berton, A., Chararas, C., « Recherches sur la densité des vapeurs exhalées par les constituants terpéniques de certains Abies et étude de leur stimulus attractif à l'égard de Pityokteines curvidens Germ. (Coleoptera, Scolytidae) », in : Comptes rendus hebdomadaires des séances de l'Académie d'agriculture de France, 53 (16), 1967, p. 1238-1243.
- Chararas, C., Berton, A., « Recherches sur les constituants odorants des exhalaisons terpéniques de diverses essences et sur leur action à l'égard d'Ips sexdentatus Boerner (Coleoptere, Scolytidae) », in : Comptes rendus hebdomadaires des séances de l'Académie des sciences, 264D, 1967, p. 1471-1474.
- Chararas, C., Berton, A., Stephanopoulos O., « Étude des variations de rémission du gaz carbonique par un coléoptère Scolytidae, Ips sexdentatus Boern. aux diverses phases de son cycle imaginal », in : Comptes rendus hebdomadaires des séances de l'Académie des sciences, 378D, 1974, p. 915-918.